# Le due... grandi labbra
Le due... grandi labbra è un film pornografico del 1984 diretto da Luca Damiano.

## Trama
Due signore amano intrattenersi in rapporti omosessuali presso un locale alla moda, durante l'ora di chiusura. Un giorno, due violentatori, pedinano le donne  e si introducono nel locale minacciandole armati di pistola. Gli uomini violentano le signore, che non riescono ad opporsi. Allertata dai rumori, la figlia di una delle due donne, che si trovava in una stanza al piano superiore del locale, sopraggiunge nella sala preoccupata. Anche lei, nonostante l'opposizione della madre, verrà violentata dai due malfattori. Ma alla fine le tre donne avranno la meglio e riusciranno a liberarsi degli aguzzini uccidendoli con le loro stesse armi.

## Scene cult
Celebre la scena in cui la figlia viene violentata da uno dei due aguzzini. La ragazza viene brutalmente sodomizzata e al termine del rapporto sanguina in abbondanza, piangendo disperatamente.